# Julio Rosales
Julio Rosales (Calbayog, 18 september 1919 – Cebu City, 2 juni 1983) was een Filipijns kardinaal en aartsbisschop van Cebu. Een broer van kardinaal Rosales was senator Decoroso Rosales.

## Biografie
Rosales, die zijn priesteropleiding aan de seminarie in Calbayog volgde, werd tot priester gewijd op 2 juni 1929. Als priester werkte hij in het bisdom van Calbayog van 1929 tot aan zijn benoeming als bisschop van Tagbilaran op 21 september 1946. Drie jaar later, op 17 december 1949 volgde promotie tot aartsbisschop van Cebu.
Op 28 april 1969 werd Rosales door paus Paulus VI tot kardinaal-priester van Sacro Cuore di Gesù a Vitinia gecreëerd.
Op 75-jarige leeftijd diende Rosales zijn ontslag in als aartsbisschop. Minder dan een jaar nadat hij gestopt was overleed hij in Cebu City. Hij ligt begraven in het mausoleum van de Cebu Metropolitan Cathedral in Cebu City.